# Network News Transfer Protocol
NNTP (ang. Network News Transfer Protocol) – protokół komunikacyjny używany do obsługi grup dyskusyjnych, w szczególności Usenetu, używający obecnie raczej strumienia TCP/IP niż historycznego UUCP.
Jest używany zarówno do przesyłania tekstów między serwerami, jak również do czytania i wysyłania artykułów. Standard NNTP zdefiniowany w RFC 977 ↓ w roku 1986 od początku nie zawierał formalnych ograniczeń do 7-bitowych kanałów ASCII, co doprowadziło m.in. do powstania kodowania yEnc stosowanego na binarnych grupach dyskusyjnych. Obecnie protokół jest opisywany przez RFC 3977 ↓ i domyślnie używa zestawu znaków i kodowania UTF-8.
W roku 2000 w RFC 2980 ↓ opisano powszechnie używane rozszerzenia standardu NNTP, obecnie te rozszerzenia zostały opisane w standardach RFC 4643 ↓ i RFC 4644 ↓.
Format wiadomości opisuje RFC 1036 ↓, w powszechnym użyciu są też rozszerzenia opisane w propozycji standardu znanej jako son-of-1036, zaś obecnie dobiegają końca prace nad gruntowną aktualizacją standardu.
NNTP działa standardowo na porcie 119. Przy połączeniu szyfrowanym z użyciem protokołu SSL używany jest port 563, przy czym zwykle następuje bezpośrednie połączenie na tym porcie, co jest czasem określane jako NNTPS. Obecnie RFC 4642 ↓ definiuje standard używania w połączeniu z NNTP protokołu TLS (następcy SSL), co oznacza, że możliwość skorzystania z portu połączenia bezpiecznego powinna zostać uzgodniona na początku po nawiązaniu połączenia niezabezpieczonego.